# Kostel svatého Václava (Dolní Čepí)
Kostel svatého Václava je filiální kostel v římskokatolické farnosti Nedvědice pod Pernštejnem, nachází se na severovýchodním okraji vesnice Dolní Čepí, části obce Ujčov. Pozdně románská stavba s půlkruhovým závěrem a hranolovou zvonicí na vrcholu sedlové střechy je obklopena hřbitovem s památkově chráněnou kamennou ohradní zdí. Kostel má omítnuté kamenné masivní zdi, dřevěný rovný strop a portál v jižní zdi lodi, náleží mezi nejstarší sakrální stavby v oblasti. Na oltářním obraze zpodobněn svatý Václav, jemuž je kostel zasvěcen, v dolní části oltáře obraz tzv. Černé Madony, na levé zdi obraz Nejsvětější Trojice. Kostel ojedinělý tím, že od své stavby téměř nebyl stavebně upravován.
Areál s kostelem a malým hřbitovem obehnaným kamennou zdí, do které je vestavěn malý objekt márnice, a která není jako jediná památkově chráněná, je od 3. května 1958 kulturní památkou České republiky.

## Historie
Traduje se, že kostel byl vystavěn věřícími horníky, buď v první polovině 13. století nebo až v průběhu 15. století, staršímu datu nasvědčují architektonické prvky stavby. Dle jiných zdrojů však kostel mohl vzniknout již ve 12. století, kdy měl stát již před rokem 1235.
V roce 1717 byl do kostela instalován oltář s obrazem svatého Václava.